# Coye-la-Forêt
Coye-la-Forêt is een gemeente in het Franse departement Oise (regio Hauts-de-France). De plaats maakt deel uit van het arrondissement Senlis. Coye-la-Forêt telde op 1 januari 2022 3.868 inwoners.

## Geografie
De oppervlakte van Coye-la-Forêt bedroeg op 1 januari 2022 6,96 vierkante kilometer; de bevolkingsdichtheid was toen 555,7 inwoners per km².

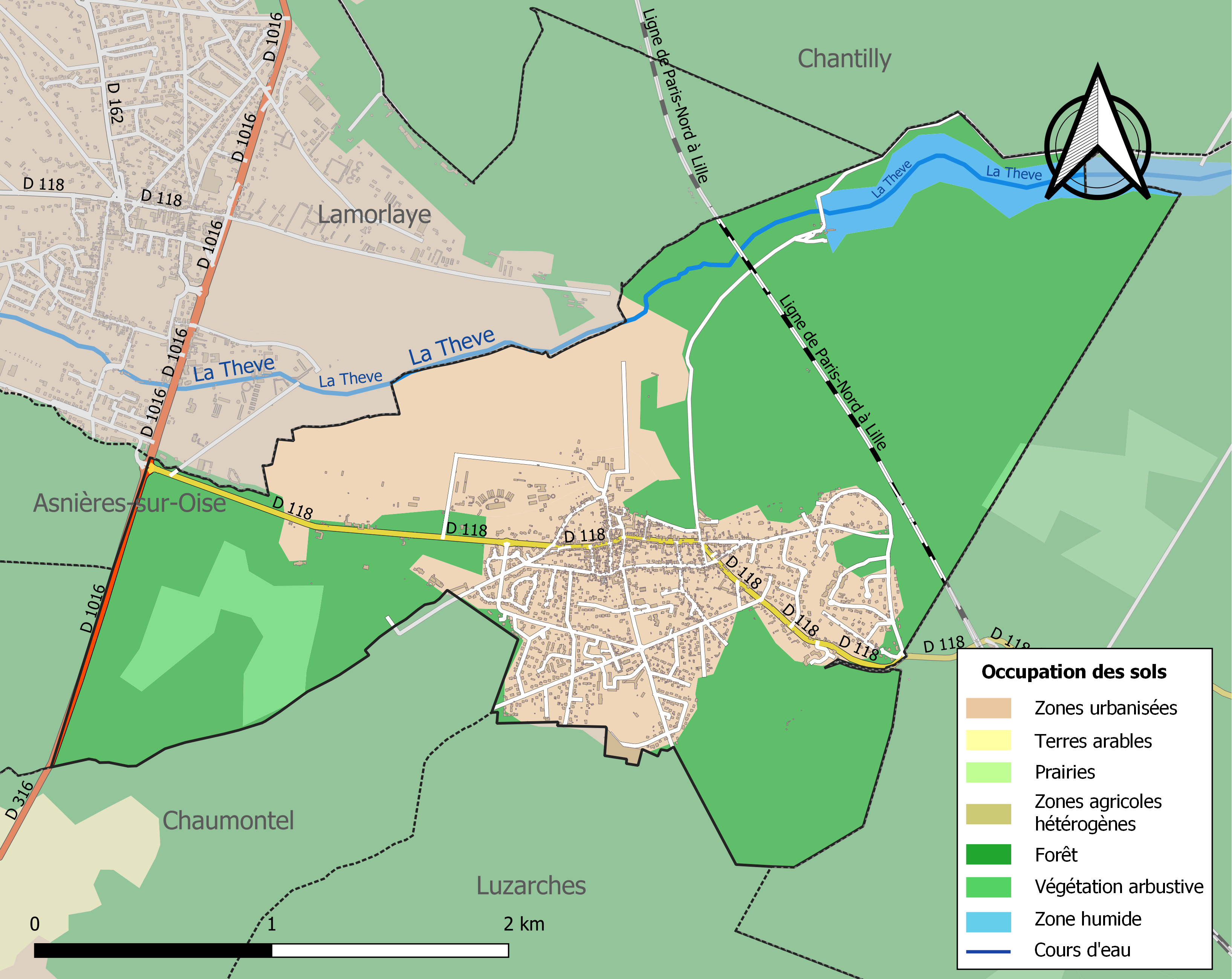
Kaart van de gemeente met belangrijkste infrastructuur, bodemgebruik en omliggende gemeenten

## Demografie
Onderstaande figuur toont het verloop van het inwonertal (bron: INSEE-tellingen).